# Helmut Bojunga
Helmut Johann Klaudius Bojunga, auch Helmuth (* 24. Juni 1898 in Hannover; † 21. September 1958) war ein deutscher Jurist, Verwaltungsbeamter und Politiker.

## Leben und Beruf
Nach dem Abitur leistete Bojunga zunächst Militärdienst. Er nahm seit 1916 als Soldat am Ersten Weltkrieg teil und geriet 1917 in britische Gefangenschaft, aus der er 1919 entlassen wurde. Anschließend nahm er ein Studium der Rechts- und Staatswissenschaften auf, das er 1922 mit dem ersten und 1925 mit dem zweiten juristischen Staatsexamen beendete. Darüber hinaus wurde er zum Dr. jur. promoviert. Er trat 1926 in den preußischen Staatsdienst ein, war als Magistratsrat (Senator) in Hannover tätig und wechselte Anfang 1933 als Ministerialrat ins preußische Kultusministerium, 1934 ins neue Reichsministerium für Wissenschaft, Erziehung und Volksbildung. Er galt Minister Bernhard Rust „als außerordentlich befähigter … Beamter von streng nationaler Gesinnung“ und war dessen ehemaliger Schüler. 1934 erhielt er hier seine Ernennung zum Ministerialdirektor und leitete das Amt Erziehung bis Februar 1938, eine Schlüsselstelle der gesamten Schulpolitik. Anfangs plante er eine umfassende Bildungsreform aus einem Guss, doch entschied Hitler sich für eine schrittweise Reform der einzelnen Schulformen. Zwar stellte er den Antrag auf den Beitritt zur NSDAP, doch wurde ihm dieser mehrfach verwehrt, auch wegen seiner früheren Rotary-Mitgliedschaft.
Von 1938 bis 1953 fungierte er als Kurator der Georg-August-Universität Göttingen, von 1955 bis 1958 als Präsident der Klosterkammer Hannover. Im Wilhelmstraßen-Prozess stellte er sich als Entlastungszeuge für Wilhelm Stuckart zur Verfügung.

## Politik
Bojunga amtierte 1953/54 als Staatssekretär im Kultusministerium des Landes Niedersachsen.